# Echandens
Echandens is een gemeente en plaats in het Zwitserse kanton Vaud, en maakt deel uit van het district Morges.
Echandens telt 2065 inwoners.